# العلاقات الإسرائيلية الكوستاريكية
العلاقات الإسرائيلية الكوستاريكية هي العلاقات الثنائية التي تجمع بين إسرائيل وكوستاريكا.

## مقارنة بين البلدين
هذه مقارنة عامة ومرجعية للدولتين:
| وجه المقارنة                                              | إسرائيل                                                             | كوستاريكا                                 |
| --------------------------------------------------------- | ------------------------------------------------------------------- | ----------------------------------------- |
| المساحة (كم2)                                             | 20.77 ألف                                                           | 51.10 ألف                                 |
| عدد السكان (نسمة)                                         | 8.89 مليون                                                          | 4.91 مليون                                |
| الكثافة السكانية (ن./كم²)                                 | 428.02                                                              | 96.09                                     |
| العاصمة                                                   | القدس                                                               | سان خوسيه                                 |
| اللغة الرسمية                                             | اللغة العبرية، اللغة العربية                                        | اللغة الإسبانية                           |
| العملة                                                    | شيكل إسرائيلي جديد، شيكل إسرائيلي قديم، جنيه فلسطيني، جنيه إسرائيلي | كولون كوستاريكي                           |
| الناتج المحلي الإجمالي (بليون دولار)                      | 350.85 مليار                                                        | 57.06 مليار                               |
| الناتج المحلي الإجمالي (تعادل القوة الشرائية) بليون دولار | 306.51 مليار                                                        | 74.98 مليار                               |
| الناتج المحلي الإجمالي الاسمي للفرد دولار أمريكي          | 35.73 ألف                                                           | 11.26 ألف                                 |
| الناتج المحلي الإجمالي للفرد دولار أمريكي                 | 36.58 ألف                                                           | 14.92 ألف                                 |
| مؤشر التنمية البشرية                                      | 0.899                                                               | 0.766                                     |
| رمز المكالمات الدولي                                      | +972                                                                | +506                                      |
| رمز الإنترنت                                              | .il                                                                 | .cr، قائمة نطاقات المستوى الأعلى للإنترنت |
| المنطقة الزمنية                                           | توقيت إسرائيل، Israel Summer Time ‏                                  | 00                                        |

## مدن متوأمة
في ما يلي قائمة باتفاقيات التوأمة بين مدن إسرائيلية وكوستاريكية:
- ترتبط أرئيل مع إيريذيا [الإنجليزية]‏ باتفاقية توأمة.
- ترتبط كفار سابا مع سان خوسيه باتفاقية توأمة منذ 1981.

## منظمات دولية مشتركة
يشترك البلدان في عضوية مجموعة من المنظمات الدولية، منها:
| علم المنظمة | اسم المنظمة                               | تاريخ انضمام إسرائيل | تاريخ انضمام كوستاريكا |
| ----------- | ----------------------------------------- | -------------------- | ---------------------- |
|             | مؤسسة التنمية الدولية                     | 22 ديسمبر 1960       | 30 يونيو 1961          |
|             | الأمم المتحدة                             | 11 مايو 1949         | 2 نوفمبر 1945          |
|             | منظمة التجارة العالمية                    | 21 أبريل 1995        | ?                      |
|             | منظمة الشرطة الجنائية الدولية             | ?                    | ?                      |
|             | المركز الدولي لتسوية المنازعات الاستشارية | 22 يوليو 1983        | 27 مايو 1993           |
|             | الاتحاد الدولي للاتصالات                  | 24 يونيو 1948        | 13 سبتمبر 1932         |
|             | الفريق المعني برصد الأرض                  | ?                    | ?                      |
|             | البنك الدولي للإنشاء والتعمير             | 12 يوليو 1954        | 8 يناير 1946           |
|             | الاتحاد البريدي العالمي                   | ?                    | ?                      |
|             | مؤسسة التمويل الدولية                     | 26 سبتمبر 1956       | 20 يوليو 1956          |
|             | وكالة ضمان الاستثمار متعدد الأطراف        | 21 مايو 1992         | 8 فبراير 1994          |
|             | يونسكو                                    | 16 سبتمبر 1949       | 19 مايو 1950           |

## أعلام
هذه قائمة لبعض الشخصيات التي تربطها علاقات بالبلدين:
- كارين اولسن بيك (31 يناير 1933 – )
- لويس البرتو مونج (29 ديسمبر 1925[23][24] – 29 نوفمبر 2016[23])

## وصلات خارجية
- موقع وزارة الخارجية الإسرائيلية
- موقع وزارة الخارجية الكوستاريكية